# 1959 у футболі
Нижче наведені футбольні події 1959 року у всьому світі.

## Події
- Відбувся другий кубок африканських націй, перемогу на якому здобула збірна Єгипту.

## Засновані клуби
- Гомель (Білорусь)
- Кривбас
- Шамкір (Азербайджан)
- Ґянджа (Азербайджан)

## Національні чемпіони
- Англія: Вулвергемптон Вондерерз
- Аргентина: Сан-Лоренсо де Альмагро
- Італія: Мілан
- Іспанія: Барселона
- Парагвай: Олімпія (Асунсьйон)
- СРСР: Динамо (Москва)
- ФРН: айнтрахт (Франкфурт-на-Майні)